# مارک سالتر
مارک سالتر (به انگلیسی: Mark Salter) (متولد شهر دونپورت، ایالت آیوا) نویسنده آمریکایی است که با کمک کردن به سناتور جان مک‌کین با نوشتن کتاب‌های مختلف در مورد سناتور و سخنرانی‌های عمومی اش شهرت یافت.
غیر از کار و کمک به سناتور جان مک‌کین به مدت نوزده سال (۲۰۰۸ میلادی) به همراه جان مک‌کین کتاب‌های «چرا شجاعت اهمیت دارد» (Why Courage Matters)، «اعتقاد پدرانم» (Faith of My Fathers)، «ارزش دعوا» (Worth the Fighting For) و «شخصیت سرنوشت است» (Character is Destiny) را نوشته‌است.
سالتر در حال حاضر در شهر الکسندریای، ایالت ویرجینیا به همراه همسرش داین و دو دخترشان مالی و لیدی زندگی می‌کند.